# Kenneth Arnold

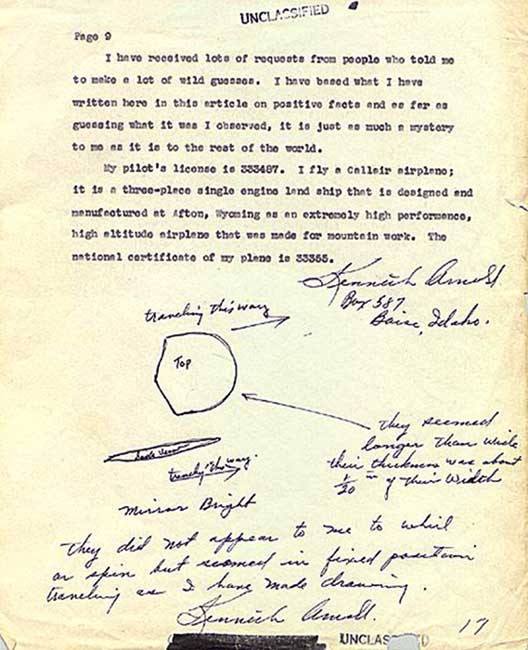
Rapport till amerikanska armén

Kenneth A. Arnold, född 29 mars 1915 i Sebeka, Minnesota, död 15 januari 1984 i Bellevue, Washington, var en amerikansk affärsman och pilot.
Han är mest känd för att gjort vad som är allmänt känt som den första rapporterade observationen av oidentifierade flygande föremål i USA, efter att ha påstått sig ha sett nio ovanliga flygande föremål flygande i en formation nära Mount Rainer, Washington den 24 juni 1947. Arnold beskrev själv objekten som att de liknande ett platt tefat eller en skiva, och han beskrev också deras orytmiska rörelse som ett "tefat som studsar över vatten". Efter denna beskrivelse myntade pressen snabbt termen "flygande tefat" eller "flygande skiva" för att beskriva liknande objekt. Senare skulle Arnold tillägga att objekten liknade en skära eller en flygande vinge.